# ويليام ستيفنسون (محامي)
ويليام ستيفنسون (بالإنجليزية: William Stevenson)‏ (و. 1900 – 1985 م) هو محامي، ودبلوماسي، ومنافس ألعاب قوى أمريكي، ولد في شيكاغو، شارك في الألعاب الأولمبية الصيفية 1924، توفي في فورت مايرز، عن عمر يناهز 85 عاماً.

## مناصب
تولى منصب سفير.

## التعليم
تعلم في جامعة برنستون، وجامعة أوكسفورد.

## جوائز
حصل على جوائز منها:
- منحة رودس
- ميدالية النجمة البرونزية

## روابط خارجية
- ويليام ستيفنسون على موقع أوليمبيديا (الإنجليزية)